# Ghetto de Baia Mare
Le ghetto de Baia Mare fait partie des ghettos imposés par les nazis aux Juifs d'Europe occupée pendant la Seconde Guerre mondiale. Il se trouvait dans la ville de Baia Mare (hongrois : Nagybánya), du județ de Maramureș en Transylvanie ; ce territoire, aujourd'hui roumain, appartenait à l'époque au Royaume de Hongrie à l'issue du second arbitrage de Vienne, depuis 1940 jusqu'en 1944. Le ghetto était actif au printemps 1944, après l'opération Margarethe.

## Histoire
Le processus de ghettoïsation des Juifs de Baia Mare et du comitat de Szatmár a lieu quelques jours après une conférence à Satu Mare, qui définit les étapes principales. Une réunion de personnages clés locaux a lieu au siège du Parti des Croix fléchées à Baia Mare ; y participe notamment László Endre, assistant d'Adolf Eichmann. L'adjoint du maire, Károly Tamás, est d'abord chargé de représenter la ville mais il est vite remplacé par István Rosner, plus enthousiaste. D'autres participants à cette réunion sont Jenő Nagy, chef de la police, Sándor Vajai, ancien employé de mairie, Tibor Várhelyi, commandant de la gendarmerie locale, Gyula Gergely, chef des Croix fléchées en Transylvanie et József Haracsek, chef de l'organisation Baross, une organisation violemment antisémite d'hommes d'affaires chrétiens.
Les Juifs de la ville elle-même sont installés sur un terrain vacant de l'usine de verre de König et ceux venus des régions de Baia Mare, de Șomcuta Mare et de Copalnic-Mănăștur sont logés dans des granges au village de Valea Borcutului, situé à environ 3 kilomètres de la ville. Jenő Nagy et Gyula Gergely supervisent la rafle des Juifs et leur fouille pour leur soustraire leurs objets de valeur, avec l'assistance de l'officier Schutzstaffel Franz Abromeit. Quelque 3 500 personnes vivent dans le ghetto de la ville et 2 000 autres à Valea Borcutului. Dans ce dernier, seules 200 personnes peuvent entrer dans les granges et les autres vivent à l'extérieur. Tibor Várhelyi commande le ghetto.
Comme dans d'autres ghettos similaires, les Juifs sont livrés à la torture et à des interrogatoires brutaux. Le 25 avril 194, le gouvernement de Döme Sztójay nomme Barnabás Endrödi au poste de préfet et il devient responsable de l'administration du secteur. Les déportations de Baia Mare ont lieu en deux convois : le 31 mai (3 073 prisonniers) et le 5 juin (2 844) ; au total, depuis ce ghetto, 5 916 Juifs sont envoyés à Auschwitz,.